# Halothamnus auriculus
Halothamnus auriculus är en amarantväxtart som först beskrevs av Horace Bénédict Alfred Moquin-Tandon, och fick sitt nu gällande namn av Viktor Petrovitj Botjantsev. Halothamnus auriculus ingår i släktet Halothamnus och familjen amarantväxter.

## Underarter
Arten delas in i följande underarter:
- H. a. acutifolius
- H. a. auriculus

## Bildgalleri

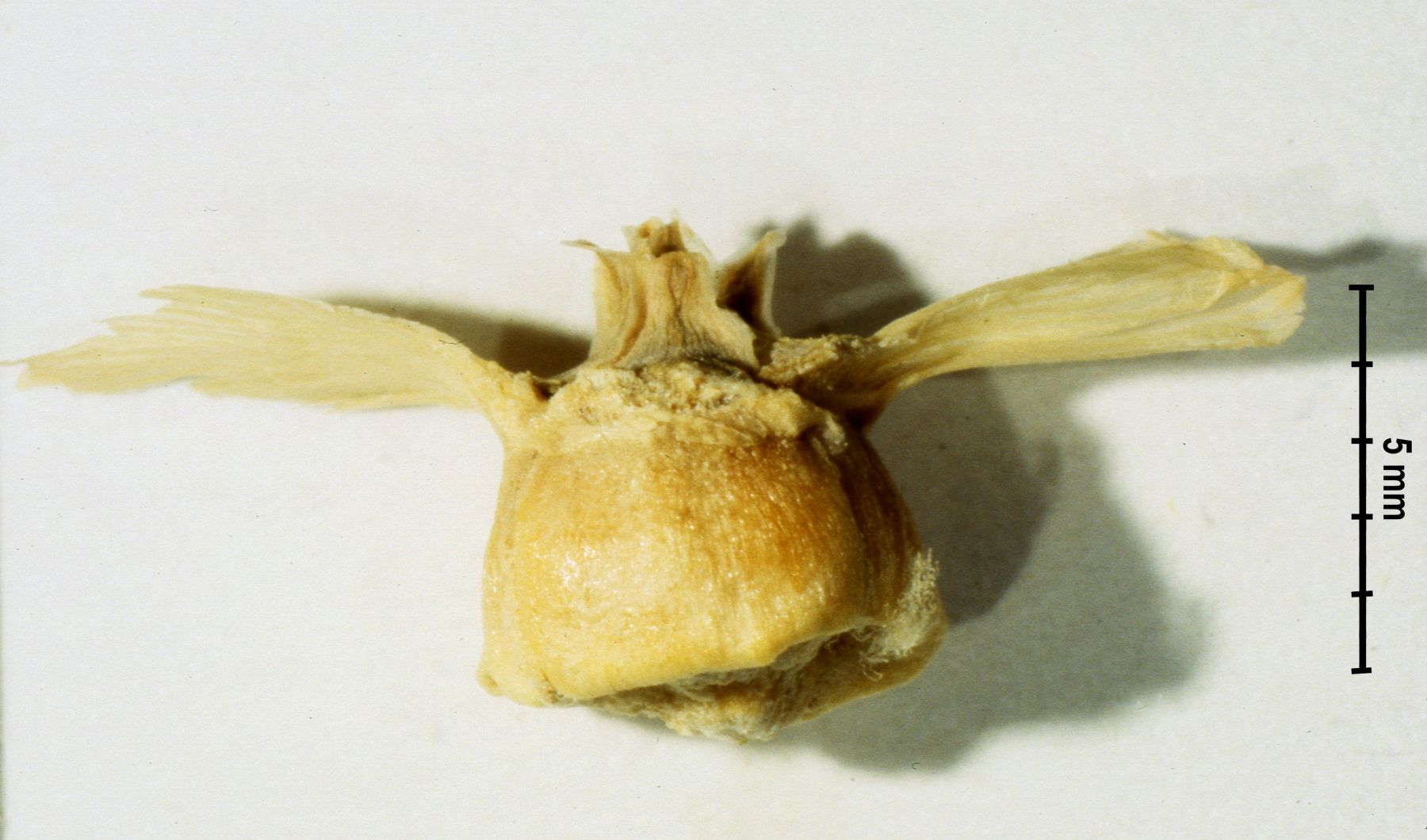
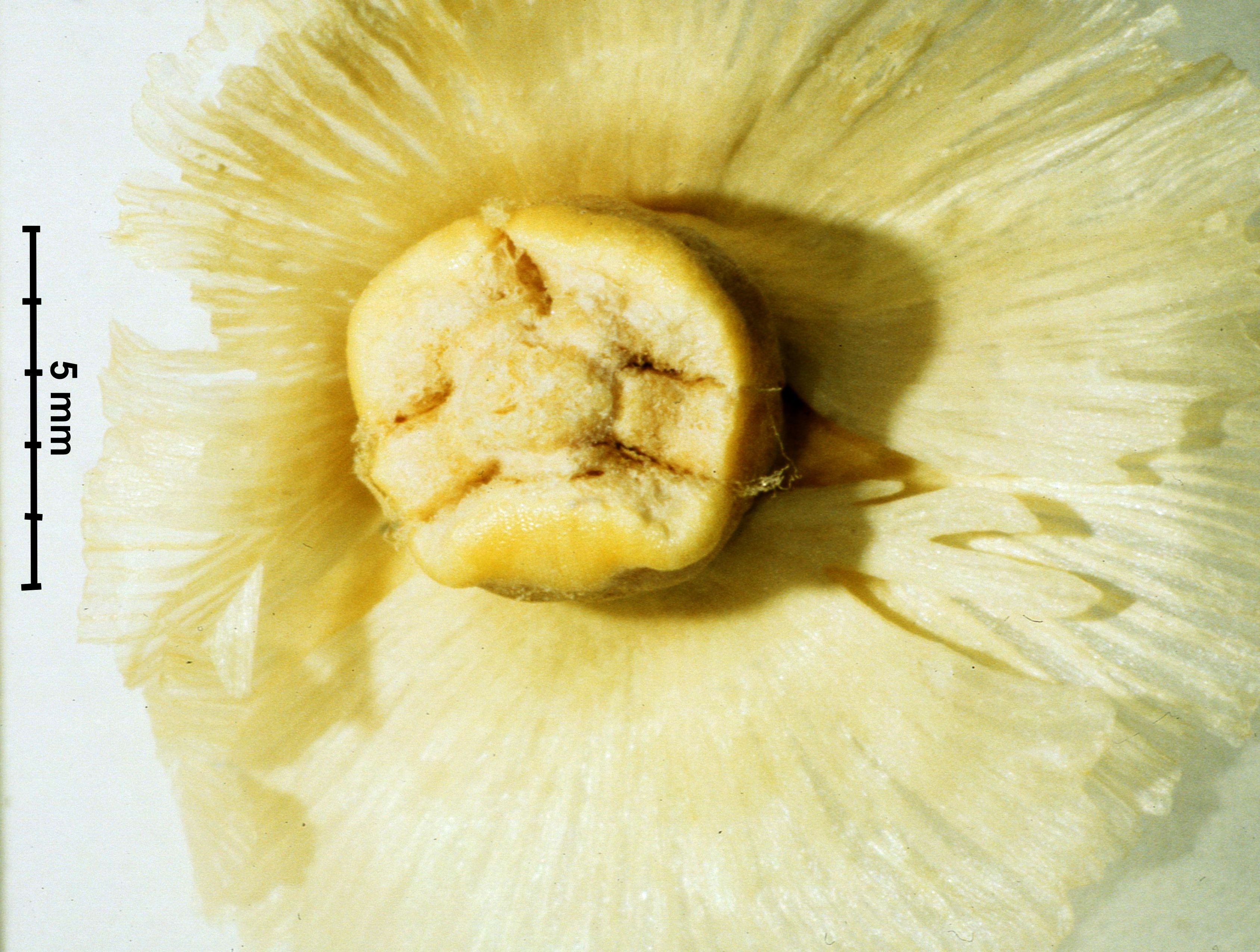